# Association nationale des scouts d'Haïti

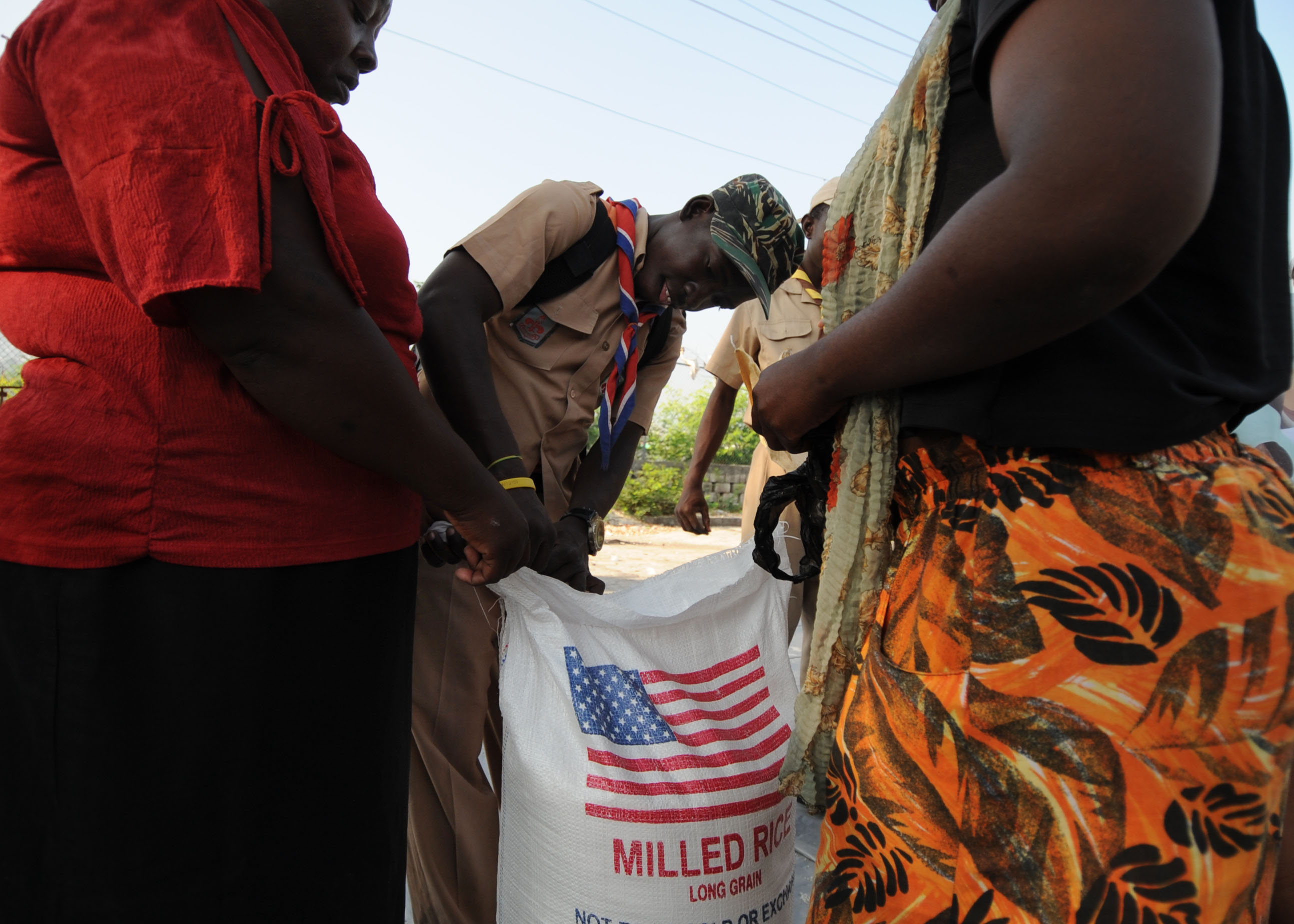
Un jeune scout de l'Association Nationale des Scouts d'Haïti ouvre un sac de riz pour les femmes au stade de football de Port-au-Prince (2010)

L'Association Nationale des Scouts d'Haïti "ANSH" dit Scouts d'Haïti est l'organisation de scoutisme en Haïti. Sa devise est Etre Prêt.

## Historique
L'Institution dénommée "Association Nationale des Scouts d'Haïti" ci-après dénommées ANSH ou Asosiyasyon Nasyonal Eskout Ayisyen (ANEA) dans son expression en créole, est une Association fondée le 14 novembre 1939, reconnue par lettre ministérielle en date de 30 Novembre 1939 et par le bureau mondial du scoutisme en date du 19 Mai 1946; elle a été reconnue d’utilité publique le 10 novembre 1947.
Le scoutisme a débuté en Haïti en 1916. L'association intègre l'Organisation mondiale du mouvement scout en 1932.
Elle comptait 43618 membres en 2011.

## Activités et programmes
Les activités de l'ANSH découle de son but qui est de promouvoir parmi la jeunesse haïtienne les Buts, Principes, Méthodes et les activités éducatives du scoutisme formulés par son fondateur Robert Baden-Powell. En fait, elle contribue au développement des jeunes en les aidant à réaliser pleinement leurs possibilités physique, intellectuelle, sociale et spirituelle en tant que personnes, citoyens responsables et membres des communautés locales, nationales et internationales (articles 2 et 11 des Statuts)
Ses activités et programmes sont définis dans un document officiel : "le système de progression"
Parallèlement au programme scout traditionnel, l'ANSH est engagée activement dans le développement du pays, à travers plusieurs champs d'action :
- Lutte contre l'illettrisme
- Reforestation
- Protection de l'environnement
- Soutien scolaire
- Participation aux échanges internationaux
- Services à la communauté
- Prévention du SIDA
- U-Report

...
La Méthode scoute au sein de l'ANSH
Organisation et Pédagogie par tranche d'âges
Au terme de l'article 74 des Statuts, le groupe est l’échelon de base de l'ANSH où le jeune vit la proposition éducative du mouvement à travers un programme répondant à ses besoins et adapté à sa tranche d'âge.
Le groupe est composé de diverses unités ou branches du mouvement telle que définies dans les Règlements de l'ANSH.
Les branches sont les suivantes:
1. Jardin des touts petits; 3 à 7 ans (les tout-petits)
2. Meute ; 8 à 11 ans (les louveteaux)
3. Troupe: 12 à 17 ans (les scouts)
4. Route : 18 à 23 ans (les routiers)